# Betriebsausflug
Betriebsausflug oder Firmenausflug nennt sich ein vom Arbeitgeber geförderter und gebilligter meist eintägiger Ausflug oder eine gleichartige Reise der Belegschaft eines Betriebes oder einer Behörde mit touristischem und/oder geselligem Angebot. Der Betriebsausflug kann zum Beispiel vom Betriebsrat (Deutschland, Österreich) oder einem Festausschuss (Deutschland) bzw. OK-Team (Schweiz), vom Arbeitgeber selbst, einem Reisebüro oder Busunternehmen organisiert werden.

## Finanzierung
Es gibt verschiedene Finanzierungsmöglichkeiten für Betriebsausflüge. So können sie vollständig vom Arbeitgeber finanziert werden oder mit Kostenbeteiligung der Mitarbeiter. Es ist auch möglich, dass die Mitarbeiter die Betriebsausflüge vollständig selbst bezahlen, jedoch keinen Zeitausgleich oder Urlaub nehmen müssen.

## Vorteile von Betriebsausflügen
Obwohl der Betriebsausflug zu einem Arbeitsausfall führt, erscheint er vielen Arbeitgebern unter den Gesichtspunkten der Verbesserung des Betriebsklimas und der Stärkung des Teamgeistes als sinnvoll. So hat eine Studie der Universität Stanford belegt, dass es einen eindeutigen Zusammenhang zwischen der Qualität von sozialen Bindungen und dem  Engagement der Teammitglieder gibt.

## Situation in Deutschland

### Gesetzliche Unfallversicherung
Der Betriebsausflug steht als betriebliche Gemeinschaftsveranstaltung in Deutschland unter dem Schutz der gesetzlichen Unfallversicherung. Damit ein Ausflug offiziell als Betriebsausflug anerkannt wird, müssen allerdings die rechtlichen Rahmenbedingungen erfüllt sein.  Angehörige der Mitarbeiter, die am Betriebsausflug teilnehmen, sind nicht über die gesetzliche Unfallversicherung mitversichert.

### Steuerliche Behandlung
Übliche Zuwendungen des Arbeitgebers aus Anlass einer Betriebsveranstaltung gehören nicht zum Arbeitslohn. Übliche Zuwendungen in diesem Sinne liegen vor, soweit die Aufwendungen für den einzelnen Arbeitnehmer je Veranstaltung 110 Euro (Freibetrag; inklusive Umsatzsteuer) nicht übersteigen; begünstigt sind höchstens zwei Veranstaltungen pro Jahr. Zur Prüfung dieser Grenze werden alle Aufwendungen, wie z. B. Fahrtkosten, Restaurantsrechnungen oder Essensbons, Eintrittskarten, Aufwendungen für Saalmiete, Musik, künstlerische Darbietungen und kleinere Geschenke (letztere bis zu einem Wert von 40 Euro) einbezogen. Nehmen Angehörige von Arbeitnehmern an den Veranstaltungen teil, sind die Zuwendungen den jeweiligen Arbeitnehmern zuzurechnen.
Umsatzsteuerlich handelt es sich bei dem Betrag von 110 Euro nicht um einen Freibetrag, sondern um eine Freigrenze. Wird dieser Betrag überschritten, so ist der Vorsteuerabzug aus den Aufwendungen ausgeschlossen bzw. wird durch eine Besteuerung nach § 3 Abs. 9a Nr. 2 UStG neutralisiert.